# Vallo della Lucania
Vallo della Lucania (även Vallo) är en ort i provinsen Salerno i regionen Kampanien, Italien. Kommunen hade 8 425 invånare (2017).